# 雷蒂罗区
雷蒂罗（西班牙語：Retiro）即“丽池区”，它是西班牙首都馬德里下轄的21個區之一，位於馬德里市中心東南部，面積5.38平方公里。雷蒂罗區共有46,512棟房屋，2005年有人口126,058人。麗池公園（雷提洛公園）位於該區。